# Thomas Waldron Sumner
Thomas Waldron Sumner (1768-1849) fue un arquitecto estadounidense. Representó al gobierno de los Estados Unidos en Boston, Massachusetts, durante parte del siglo XIX. Diseñó varios edificios en Salem; y Boston. También estuvo implicado en el diseño del llamado Exchange Coffee House de Boston.

## Biografía
Thomas Waldron Sumner vivió en Boston en la calle Cambridge y, más tarde, en la calle Chamber. Más adelante, se trasladó a Brookline. Perteneció a la Boston Associated Housewrights Society y a la Massachusetts Charidtable Mechanick Association.
Sumner se casó con Elizabeth Hubbard (1770-1839); los niños incluidos Caroline Sumner (nacido en 1796) y Thomas Hubbard Sumner. Sus padres fueron el ingeniero James Sumner (1740-1814) y Alice Waldron (murió en 1773). Juan Christian Rauschner realizó retratos de Sumner y de su esposa.

## Galería de imágenes

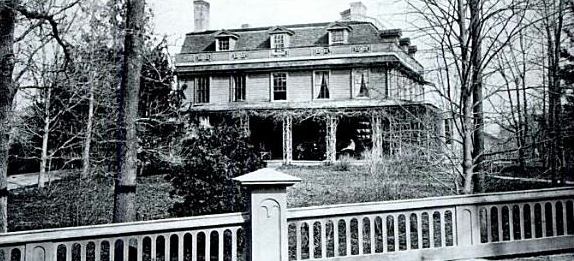
Casa de Sumner en Brookline, Massachusetts.
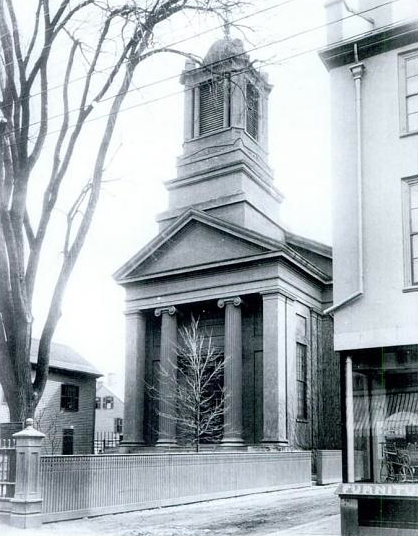
Iglesia Congregacional, Salem (1825). Foto de 1890.
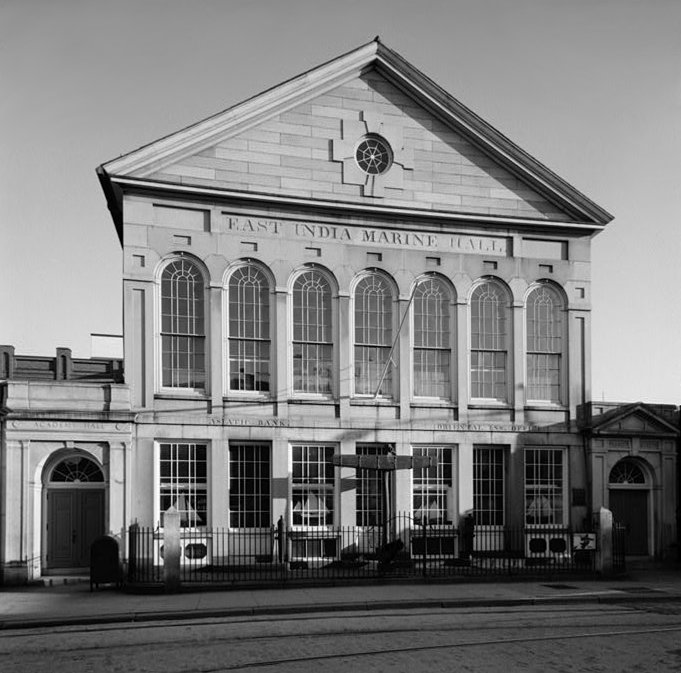
East India Marine Hall, Salem, 1825.
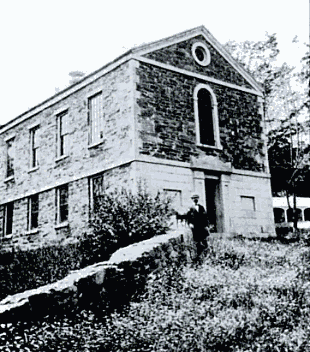
Pierce Hall, Brookline, Massachusetts, 1825. Foto de Biblioteca Pública de Boston.
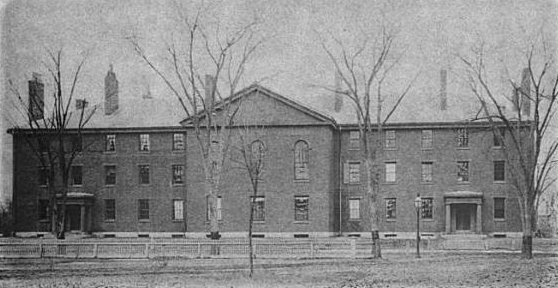
Divinity Hall, Escuela de Teología de Harvard, Cambridge, Massachusetts, 1826. Diseñado por Sumner y Solomon Willard.
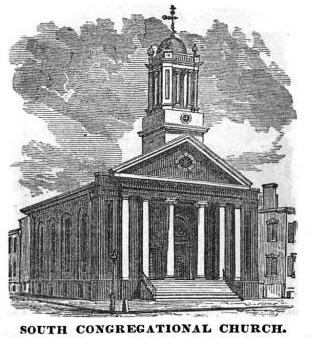
Iglesia Congregacional, Boston, 1828.